# قلنسوي أجمي
قلنسوي أجمي (الاسم العلمي: Mycena caespitosa) هو نوع من الفطريات يتبع جنس القلنسوي من الفصيلة القلنسوية.